# Rhyzobius ventralis
Rhyzobius ventralis (cunoscută și ca Buburuza neagră)  este o buburuză din familia Coccinellidae endemică din Tasmania și în Australia continentală, exceptând Northern Territory (Teritoriul de Nord).  Se găsește de asemenea în Noua Zeelandă, dar nu natural. Primele date din Noua Zeelandă au fost înregistrate în Auckland, 1898 (Kuschel, 1990: 60)